# Диневур
Династия Диневур (англ. House of Dinefwr) — династия бриттского происхождения, основателем которой является Каделл ап Родри. Представители династии правили в начале в Сейсиллуге и в Диведе, объединив два государства в Дехейбарт. Некоторые представители правили в Поуисе и в Гвинеде.

## Генеалогическое древо

### Первые представители
- Каделл ап Родри
  - Хивел ап Каделл
    - Дивнуал (ум. в 951)
    - Родри (ум. в 951/954)
      - Идвал

    - Эдвин (ум. в 952), возможно, от англичанки[1]
    - Оуайн (ум. в 987/988)
      - Гронуи
      - Кадваллон
      - Эйнион
        - Теудур ап Эйнион[2]
        - Гронуи ап Эйнион
          - Рис
            - Элидир
              - Элидир Чёрный

          - Эдвин
            - Алдид
            - Оуайн
              - Горонви
                - Оуайн
                  - Оуайн Младший

                - Кадуган
                  - Эйнион
                    - Томас
                      - Мадог
                        - Мадог Младший
                          - Дэвид
                            - Роберт
                              - Джон
                                - Ричард Ветнал

              - Мейлир
              - Лливелин
              - Алдид
              - Ририд
                - Лливарх
                  - Хивел
                    - Ририд
                      - Мадог
                        - Грифид
                          - Дэвид

                        - Дэвид
                          - Дэвид
                            - Грифид
                              - Лливелин Кхуит
                                - Маредид
                                  - Дэвид
                                    - Джон

            - Ухдрид
              - Маредид
                - Гронуи
                  - Кинуриг Саис Хен

                - Ител Гам Хен
                  - Ител Гам
                    - Ител Младший
                    - Ител Ллуид
                      - Бледин
                        - Бледин Младший
                          - Дэвид

                        - Ител Ануил
                          - Бледин
                            - Ител
                            - Кинуриг

                      - Ител Младший
                        - Кинуриг Саис
                        - Иеуан
                        - Тудур
                          - Хивел
                            - Ител

                        - Дэвид Ллуид

              - Филип
                - Мадог

              - Иднерт Бенфрас
                - Ллэс
                  - Уриен
                    - Мадог

                - Эгинин
                  - Уриен
                    - Мадог
                      - Мадог Младший
                        - Йорверт Фоел
                          - Йорверт Младший
                            - Иеуан Фоелфрих
                              - Иеуан Грах
                                - Лливелин
                                  - Грифид

            - Хивел
            - Каделл
              - Теудр Великий
                - Рис ап Теудур, продолжение ниже

        - Эдвин ап Эйнион
          - Маредид
          - Хивел
          - Оуайн
            - Маредид
              - Грифид

            - Рис

        - Каделл ап Эйнион
          - Теудур
            - Рис ап Теудур, продолжение ниже

        - Гвенллиан; обычно, но, вероятно, ошибочно считается женой Элистана Глодрида[3]

      - Маредид, также представитель династии Матравал
        - Кадваллон
        - Идваллон
        - Иестин
        - Кадуган
        - Анхарад, её муж Лливелин ап Сейсилл
        - Райн

      - Рис
      - Лливарх

    - Рин[4], лорд Кардигана[5]
    - Эйнион[1][6]
    - Маредид[6]
    - Кум[6], лорд Англси[5]
    - Райн[1] (род. ок. 900[7])
    - Анхарад[1], замужем за Тюдором Тревором, правителем Глостера[5].

  - Мейриг?
    - Ионавал?
    - Идвал?

  - Клидог ап Каделл
    - Хенирт
    - Мейриг
    - Хивайд
    - Кадвайл
      - Маел Майлиэнидд
        - Йорверт Хилфавр (Хирфавр) (978)
          - Трахайрн
            - Трахайрн Младший
              - Иддон
                - Кифнерт
                  - Хейлин
                    - Грифид
                      - Йорверт (ум. в 1276)

          - Мадог
            - Лливарх
              - Кадуган
                - Ририд
                  - Мадог
                    - Дэвид Ллух
                      - Лливелин

### Последующие представители
- Рис ап Теудур
  - Грифид
    - Анарауд ап Грифид
      - Эйнион
        - Анарауд
        - Мадог
        - Хивел

    - Каделл
    - Маредид
    - Рис ап Грифид
      - Майлгун Старый
        - Майлгун Младший
          - Рис
            - Рис Иеуанк
              - Майлгун
              - Рис
              - Грифид

            - Лливелин

          - Маредид

      - Маредид Гетин, правитель в Истрад-Тиви
        - Грифид
          - Маредид, лорд Каер-Леона
            - Морган

      - Грифид
        - Рис Иеуанк
        - Оуайн
          - Маредид
            - Оуайн
              - Маредид
              - Лливелин
                - Томас
                  - Маредид

            - Грифид
            - Кинан

      - Рис Григ
        - Маредид
          - Рис
            - Рис
            - Ричард

          - Кинан
          - Хивел
          - Ричард
            - Маредид

        - Рис Мечилл
          - Рис Младший
            - Рис Виндод
              - Маредид Младший
                - Маредид Чёрный

              - Мадог
                - Трахайрн Рыжий
                  - Иеуан
                  - Дэвид Рыжий
                    - Иеуан (Эван) Рыжий
                      - Мадог
                        - Дейкус Чёрный
                          - Эйнион
                            - Хивел

                      - Маредид
                        - Морган Ллуид
                        - Иеуан
                          - Дэвид Младший
                            - Грифид
                              - Джон Грифит
                                - Грифид
                                - Джон 
                                  - Джон
                                    - Джон
                                      - Джон
                                        - Оуэн
                                          - Джон

                  - Ител Далфрит
                    - Лливелин
                      - Лливарх
                        - Эйнион
                          - Лливелин Сайс
                            - Гвин
                              - Оуайн
                                - Мадог

            - Грифид
            - Лливелин
            - Хивел

          - Филип
            - Мейриг
              - Хивел
                - Рис
                  - Филип

                - Уильям
                  - Филип

            - Хоедлиу
              - Мейриг

        - Йорверт
          - Гуян
            - Хивел
              - Лливелин

        - Эван (Джон)
        - Лливелин Дириайд
          - Йорверт

      - Хивел Сайс
        - Рис

      - Маредид Слепой
      - Кинуриг
      - Мейриг
      - Маредид, архидьякон Кардигана

    - Морган
    - Майлгун
    - Грифид

  - Хивел
  - Гурган
    - Адда
      - Адда
        - Йоав
          - Хивел
            - Дэвид

  - Кадуган
  - Нест

## Известные представители рода
- Каделл ап Родри
- Хивел ап Каделл
- Маредид ап Оуайн
- Рис ап Грифид
- Рис Григ
- Маредид ап Рис Григ
- Рис ап Маредид
- Рис Вихан ап Рис Мечилл
- Мадог ап Рис
- Хивел ап Эйнион